# Parachernes niger
Espèce
Parachernes niger est une espèce de pseudoscorpions de la famille des Chernetidae.

## Distribution
Cette espèce est endémique de la région de Cajamarca au Pérou.

## Publication originale
- Mahnert, 1987 : Neue oder wenig bekannte, vorwiegend mit Insekten Vergesellschaftete Pseudoskorpione (Arachnida) aus Sudamerika. Mitteilungen der Schweizerischen Entomologischen Gesellschaft, vol. 60, no 3/4, p. 403-416 (texte intégral).